# Homo œconomicus

L'homo œconomicus ou homo economicus (signifiant « homme économique » en latin) est une représentation théorique du comportement de l'être humain, qui est à la base du modèle néoclassique en économie. L'homme économique est considéré comme rationnel et maximisateur.

## Origine du terme
L'origine de cette expression est incertaine. On la trouve chez Charles Stanton Devas (en) dans Groundwork of Economics, en 1883. Elle est probablement créée par imitation des dénominations employées en paléoanthropologie.
Max Weber utilise l'expression dans L'Éthique protestante et l'Esprit du capitalisme (1904) en soutenant que l'éthique puritaine de l'existence « a veillé sur le berceau de l'homo œconomicus moderne ». Vilfredo Pareto l'utilise en 1906, afin de distinguer action logique et action non logique. Dans Retrospectives: The Ethology of Homo Economicus, Joseph Persky fait remarquer que John Stuart Mill évoquait déjà indirectement l'homo œconomicus au XIXe siècle.

## Concept

### Caractéristiques
L'homo œconomicus maximise sa satisfaction en utilisant au mieux ses ressources, c'est-à-dire qu'il maximise son utilité en toutes circonstances. Sa rationalité lui permet d'analyser et anticiper du mieux possible la situation et les événements du monde qui l'entoure afin de prendre les décisions permettant cette maximisation.
En microéconomie, l'homo œconomicus est défini comme l'agent économique qui respecte trois axiomes : celui de la transitivité, de la complétude, et de la non-satiété. La notion d'utilité s'assimile fréquemment en économie à la notion de bien-être. Ainsi la somme des utilités des individus d'une société est considérée comme le bien-être social.

### Utilité dans les modèles
L'homo œconomicus permet aux économistes de construire des modèles économiques afin de mener des simulations ou des évaluations. Les économistes insèrent alors dans leur modèle mathématique des agents, qui, pour la simplicité, sont supposés parfaitement rationnels et maximisateurs. L'hypothèse de l'homme économique est parfois nécessaire au fonctionnement de certains modèles, bien que les économistes admettent qu'il s'agit d'une hypothèse irréaliste.
L'hypothèse ne pose un problème que lorsque le modèle donne un résultat qui n'entre pas en adéquation avec la réalité du fait des conséquences de l'écart entre le comportement supposé de l'agent et son comportement dans le monde réel. Dès lors, l'hypothèse est acceptable dès lors qu'elle n'a pas d'incidence sur la véracité des conclusions du modèle.
Toutefois, afin de corriger ce défaut potentiel, les modèles économiques actuels tendent à évoluer pour être davantage paramétrables, adaptables et graduables. Ils intègrent des approches multi-scénarios, et, par ailleurs, utilisent de plus en plus des concepts mathématiques souples tels que la logique floue ou les probabilités bayésiennes.

## Critiques et débats

### Critique de l'économie comportementale
L'homo œconomicus fait l'objet de recherches en économie comportementale et en psychologie. L'école comportementale met en lumière les biais cognitifs et émotionnels qui affectent le processus de prise de décision des agents économiques et font qu'ils sont loin d'optimiser leur propre intérêt.
Les études de cette école montrent que la réalité ne correspond que très partiellement à cette hypothèse de rationalité parfaite. Une étude des chercheurs Camelia Kuhnen et Brian Knutson de l'université Stanford montre que l'esprit des investisseurs dévie de la rationalité vers l'émotivité lorsqu'ils s'adonnent à des décisions financières.

### Critique de la psychologie et de la sociologie
La comparaison entre la doctrine de certains économistes et les modes de prise de décision économique sur le terrain conduit divers psychologues (tels que Daniel Kahneman) et sociologues (comme Pierre Bourdieu) à critiquer la notion d'homo œconomicus. Bourdieu écrit ainsi que « le mythe de l'homo œconomicus et de la Rational choice theory [sont des] formes paradigmatiques de l'illusion scolastique qui portent le savant à mettre sa pensée pensante dans la tête des agents agissants et à placer au principe de leurs pratiques, c'est-à-dire dans leur « conscience », ses propres représentations spontanées ou élaborées ou, au pire, les modèles qu'il a dû construire pour rendre raison de leurs pratiques ».
Différents auteurs (Bernard Lahire, John Maynard Keynes, Karl Polanyi, Louis Dumont, Marshall Sahlins, Robert Boyer), ainsi que les institutionnalistes (Thorstein Veblen), considèrent l'économie comme une branche des sciences sociales, et l'agent économique comme évoluant dans des contextes juridiques, politiques et culturels. Dès lors, ils soutiennent que ces différentes sphères forment les schèmes d’action des acteurs, et que les décisions sont prises en fonction de ces contextes. Certains auteurs proposent de remplacer l'homo œconomicus par un homo sociabilis, plus altruiste et coopératif.

### Critique économique
L'économiste autrichien Carl Menger est parmi les premiers à critiquer le concept. Celle-ci illustre l’idée d’homogénéité des besoins, dont la variété est au contraire aux yeux de Menger responsable de l’entrée de l’agent dans le processus d’échange. Tout comme Descartes pour la douleur, Menger se fonde sur le fait que le sujet est nécessairement seul à connaître pour lui-même ce qui crée son besoin ; l’économiste ne peut — ni ne doit — décider si les individus sont fous ou rationnels, moraux ou non, quand ils choisissent ce qu’ils choisissent dans le monde qui les environne. L’économiste doit se borner à constater que celui qui agit recherche des biens dont il sait (ou dont il est convaincu savoir) qu’ils satisferont le(s) besoin(s) qu’il ressent.
Cette notion a également été critiquée par John Maynard Keynes (1883-1946). La principale critique qu'il lui adresse est que l'individu ne possède ni les moyens intellectuels ni les moyens matériels de connaître tous les tenants et aboutissants de sa décision finale. Il agit donc toujours en ne sachant pas tous les coûts et les avantages de son action. Autrement dit, la théorie de l’homo œconomicus suppose une information complète, ce qui n'est que très rarement le cas. Joseph Stiglitz estime que l’homo œconomicus, être cupide, sans émotions et socialement atomisé est une reductio ad absurdum. Les individus ont une éthique. Ils sont façonnés par des entités collectives et influencés par les institutions. Il n’est pas irrationnel pour eux de prendre des décisions qui ne correspondent pas à la recherche d’un profit maximum. On devrait alors définir la rationalité comme seulement l'idée selon laquelle on ne fait rien sans raison.
Ces critiques ont mené plusieurs économistes, comme Herbert Simon, à proposer une hypothèse de rationalité limitée. Les informations de marche nécessaires à l'homo œconomicus sont dispersées parmi des millions d’acteurs différents et n’ont donc pas de possibilité de centralisation ; la rationalité humaine serait telle que, bien que rationnel, l'agent puisse prendre des décisions irrationnelles du fait de biais.

### Portée de ces critiques
Pour les économistes qui l'utilisent, la notion d'homo œconomicus n'est qu'une approximation du comportement des êtres humains réels, définie de façon à permettre des raisonnements rigoureux tels que la construction de modèles mathématiques. Ils sont conscients des écarts entre ce schéma abstrait et la réalité, mais pensent que ces écarts n'affectent pas ou peu la validité des conclusions qu'ils tirent de l'étude de ces modèles. Le débat porte alors non pas sur l'existence de ces écarts, mais sur leur incidence sur la validité des conclusions.
Au contraire, les économistes de l'École autrichienne refusent cette notion : « L'économie traite des actions réelles d'hommes réels. Ses théorèmes ne se réfèrent ni à des hommes parfaits ou idéaux ni au fantôme mythique de l’homme économique (homo œconomicus) ni à la notion statistique de l’homme moyen (average man) ».
Le modèle de l'homo œconomicus conduit à postuler une rationalité parfaite qui va parfois à l'encontre de certaines estimations macroéconométriques. Le paradoxe de Feldstein et Horioka, par exemple, montre que les agents économiques agissent en sens contraire de la rationalité maximisatrice de l'homo œconomicus en préférant des investissements nationaux moins rémunérateurs à des investissements étrangers plus rémunérateurs.

### Thème de l'homo economicus dans d'autres domaines
- Homo Economicus, une chanson de Alain Deneuville sur l'album Le Meilleur des Mondes (2011)